# Sistema anglosajón de unidades

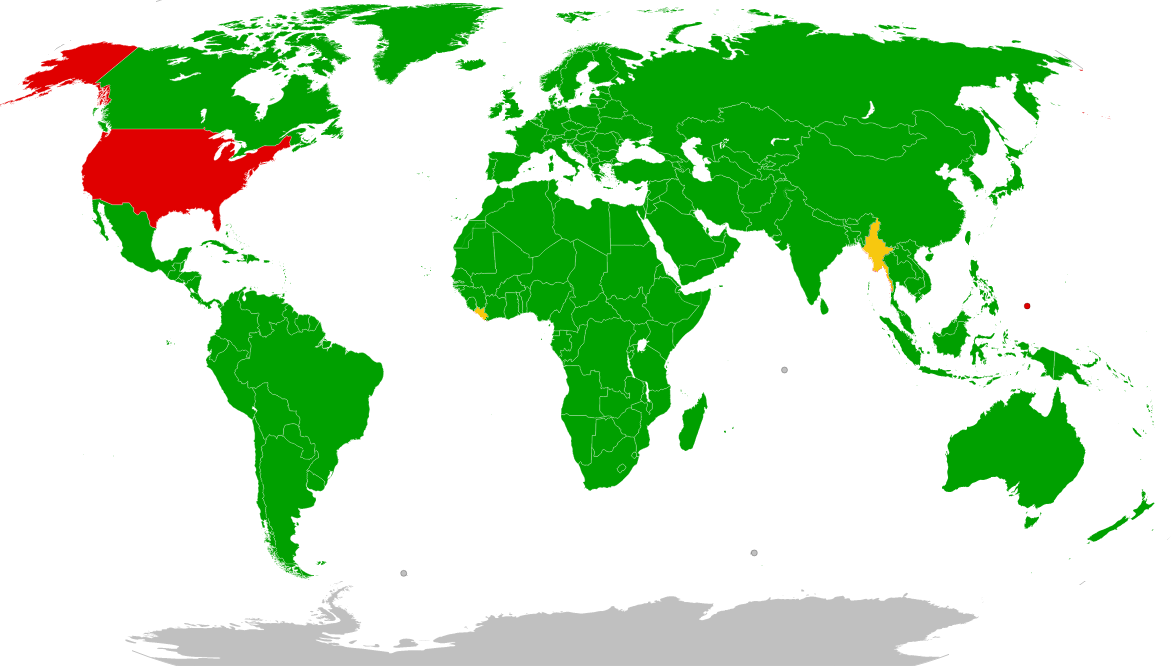
Países que adoptaron el sistema métrico decimal actualmente sustituido por el Sistema Internacional de Unidades.
Países en proceso de adherirse al Sistema Internacional.
Estados Unidos en rojo es el único país del mundo donde es oficial el Sistema Anglosajón de Unidades.

El sistema anglosajón de unidades es un conjunto de unidades de medida diferentes a las del sistema métrico decimal, que se utilizan actualmente como medida principal en los Estados Unidos, el Reino Unido (antiguamente) y en algunos territorios vinculados a estos dos países como es el caso de Puerto Rico, un Estado libre asociado de Estados Unidos.
Existen ciertas discrepancias entre los sistemas de Estados Unidos y del Reino Unido —donde se denomina sistema imperial—, e incluso sobre la diferencia de valores entre otras épocas y en la actualidad.

## Historia
Este sistema se deriva de la evolución de las unidades locales a través de los siglos y de los intentos de estandarización en Inglaterra. Las unidades mismas tienen sus orígenes en la antigua Roma. Hoy en día, estas unidades van siendo lentamente reemplazadas por el Sistema Internacional de Unidades, aunque en Estados Unidos la inercia del antiguo sistema y el alto costo de migración ha impedido en gran medida el cambio.
En el Reino Unido, a la vez que las naciones continentales adoptaban el sistema métrico, se hizo un esfuerzo de unificación de las unidades de medida, hasta entonces, como en el resto del mundo, distintas de región a región, para imponer el llamado sistema Imperial. Los Estados Unidos hicieron otro tanto, pero no siguieron los patrones de la antigua metrópoli y tomaron como base otro sistema, de modo que, en muchos casos, las unidades de medida británicas son distintas de las de los Estados Unidos.
El gobierno de los Estados Unidos adquirió copias de los patrones del metro y del kilogramo ideados en Francia con fines de referencia en 1805 y 1820 respectivamente. En 1866 el Congreso de Estados Unidos aprobó una ley permitiendo que fuese lícito usar el sistema métrico en los Estados Unidos. El proyecto de ley, que fue permisivo en lugar de obligatorio, define el sistema métrico en términos de unidades de uso común en lugar de con una referencia al prototipo del metro internacional y del kilogramo. : 10–13  En 1893, las normas de referencia para unidades habituales se habían vuelto poco fiables. Por otra parte, los Estados Unidos, siendo un signatario de la Convención del Metro estaba en posesión de prototipos nacionales del metro y del kilogramo que fueron calibrados. Esto condujo a la Orden de Mendenhall, que redefinió las unidades del sistema, haciendo referencia a los prototipos métricos nacionales, pero utilizando los factores de conversión de la Ley de 1866. : 16–20  En 1896 hubo un proyecto de ley que haría que el sistema métrico fuera obligatorio en los Estados Unidos.

### Situación actual
Hasta hace pocos años, tanto Birmania como Liberia utilizaban el sistema imperial, pero sus respectivos gobiernos han iniciado la adopción cada vez más amplia del sistema métrico. El comercio internacional lo realizan en unidades métricas al igual que gran parte del comercio interno, abandonando así el viejo sistema imperial.
En junio de 2011, el Ministerio de Comercio del gobierno birmano comenzó a discutir propuestas para cambiar el sistema de medición en Birmania y adoptar el sistema métrico utilizado por la mayoría de sus socios comerciales. En octubre de 2013, Pwint San, viceministro de comercio, anunció que el país se estaba preparando para adoptar el sistema métrico y comenzó una metricación completa, con asistencia técnica del Instituto Nacional de Metrología de Alemania. Las distancias y los límites de velocidad en las señales de tráfico ahora se muestran en kilómetros y las señales de altura libre ahora se muestran en metros, el combustible ahora se mide y se vende en litros, y los datos meteorológicos y los informes meteorológicos ahora se muestran en grados Celsius para las temperaturas, mm para los niveles de precipitación y kilómetros por hora para la velocidad del viento. El 1 de enero de 2020 Liberia abandonó el sistema imperial para adoptar el sistema métrico.
En Estados Unidos el uso del sistema métrico se ha incrementado rápidamente en los últimos años, principalmente en los sectores manufacturero y educativo. La Ley Pública 93-380, promulgada el 21 de agosto de 1974, afirma que es la política de los EE. UU. alentar a los organismos e instituciones educativas a preparar a los estudiantes a utilizar el sistema métrico decimal. El 23 de diciembre de 1975, el presidente Gerald Ford firmó la Ley Pública 94-168, la Ley de Conversión Métrica de 1975, que declara una política nacional para coordinar el creciente uso del sistema métrico en el país. Pese a que Estados Unidos no ha adoptado oficialmente el sistema métrico —cuyo uso es legal en el país desde 1866—, este se enseña en muchas escuelas y se ha ido implantando de forma voluntaria en muchas áreas, como en el campo de la ciencia, la tecnología y parte de la industria manufacturera, como la de los automóviles o la de la maquinaria pesada, que se pasaron al sistema métrico a partir de los años 1970. Hawái y Oregón recientemente introdujeron una legislación métrica.

## Unidades de longitud
El sistema para medir longitudes en los Estados Unidos se basa en la pulgada, el pie, la yarda y la milla. Cada una de estas unidades tiene dos definiciones ligeramente distintas, lo que ocasiona que existan dos diferentes sistemas de medición.
Una pulgada de medida internacional mide exactamente 25,4 mm (por definición), mientras que una pulgada de agrimensor de Estados Unidos se define para que 39,37 pulgadas sean exactamente un metro. Para la mayoría de las aplicaciones, la diferencia es insignificante (aproximadamente 3 mm por cada milla). La
medida internacional se utiliza en la mayoría de las aplicaciones para agrimensura.
Las medidas de agrimensura emplean una definición más antigua que se usó antes de que los Estados Unidos adoptaran la medida internacional:
- 1 mil = 25.4 µm (micrómetros)
- 1 pulgada (in) = 2.54 cm
- 1 pie (ft) = 12 in = 30.48 cm
- 1 yarda (yd) = 3 ft = 91.44 cm
- 1 rod (rd) = 5.5 yd = 5.0292 m
- 1 cadena (ch) = 4 rd = 20.1168 m
- 1 furlong (fur) = 10 ch = 201.168 m
- 1 milla (mi) = 8 fur = 1.609344 km
- 1 legua = 3 mi = 4.828032 km

A veces, con fines de agrimensura, se utilizan las unidades conocidas como las medidas de cadena de Gunther (o medidas de cadena del agrimensor). Estas unidades se definen a continuación:
- 1 link (li) = 7.92 in = 20.1168 cm

Para medir profundidades del mar, se utilizan los fathoms (brazas):
- 1 braza = 6 ft = 1.8288 m

## Unidades de superficie
Las unidades de superficie en Estados Unidos se basan en la yarda cuadrada (sq yd o yd²).
- 1 pulgada cuadrada (sq in o in²) = 6,4516 cm²
- 1 pie cuadrado (sq ft o ft²) = 144 in² = 929,0304 cm²
- 1 yarda cuadrada (sq yd o yd²) = 9 ft² = 0,83612736 m²
- 1 rod cuadrado (sq rd o ''rd²) = 30,25 yd² = 25,29285264 m²
- 1 rood = 40 rd² = 1011,7141056 m²
- 1 acre (ac) = 4 roods = 4046,8564224 m²
- 1 homestead = 160 ac = 64,7497027584 hm² (ha)
- 1 milla cuadrada (sq mi o mi²) = 4 homesteads = 2,589988110336 km²
- 1 legua cuadrada = 9 mi² = 23,309892993024 km²

## Unidades de volumen
La "pulgada cúbica", el "pie cúbico" y la "yarda cúbica" se usan comúnmente para medir el volumen. Además existe un grupo de unidades para medir volúmenes de líquidos y otros.
Además del pie cúbico, la pulgada cúbica y la yarda cúbica, estas unidades son diferentes a las unidades empleadas en el Sistema Imperial, aunque los nombres de las unidades son similares. Además, el sistema imperial no contempla más que un solo juego de unidades tanto para materiales líquidos y secos. Hay muchas unidades con el mismo nombre y con la misma equivalencia (según el lugar), utilizados en partes del Reino Unido y de los Estados Unidos.
El galón seco (dry gallon), también conocido como galón de maíz o galón de grano, es una medida histórica británica de volumen seco que se utilizó para medir el grano y otros productos secos y cuya definición oficial registrada más temprano en 1303, era el volumen de 8 libras (4,53 kg) de trigo. Existen además los bushel Winchester, que era una medida cilíndrica de 18,5 pulgadas (0,45 m) de diámetro y 8 pulgadas (0,2 m) de profundidad, lo que hacía que el galón seco fuera un número indeterminado de pulgadas cúbicas. Como posteriormente se definió que el bushel tenía exactamente 2150.42 pulgadas cúbicas, esta cifra se convirtió en el valor exacto del galón seco (4.40488377086 L).

### En los Estados Unidos
Volumen para sólidos
- 1 pulgada cúbica (in³ o cu in) = 16,387064 cm³ (ml)
- 1 pie cúbico (ft³ o cu ft) = 1728 in³ = 28,316846592 dm³ (l)
- 1 yarda cúbica (yd³ o cu yd) = 27 ft³ = 764,554857984 dm³ (l)
- 1 acre-pie = 1613,3 yd³ = 1,23348183754752 dam³ o Megalitros (l) = 1233481,83754752  dm³ (l)
- 1 milla cúbica (mi³ o cu mi) = 3 379 200 acres-pie = 4,1681818254406 km³ (Tl)

Volumen para secos
- 1 pinta (pt) = 550,610471358 cm³ (ml)
- 1 cuarto (qt) = 2 pt = 1,10122094272 dm³ (l)
- 1 galón (gal) = 4 qt = 4,40488377086 dm³ (l)
- 1 peck (pk) = 2 gal = 8,8567976754172 dm³ (l)
- 1 bushel (bu) = 4 pk = 35,2390701669 dm³ (l)

Volumen para líquidos
- 1 minim = 61,6115199219 μl (microlitros) (mm³)
- 1 dracma líquido (fl dr) = 60 minims = 3,69669119531 cm³ (ml)
- 1 onza líquida (fl oz) = 8 fl dr = 29,5735295625 cm³ (ml)
- 1 gill = 4 fl oz = 118,29411825 cm³ (ml)
- 1 pinta (pt) = 4 gills = 473,176473 cm³ (ml)
- 1 cuarto (qt) = 2 pt = 946,352946 cm³ (ml)
- 1 galón (gal) = 4 qt = 3,785411784 dm³ (l)
- 1 barril = 42 gal = 158,987294928 dm³ (l)

### En el Reino Unido
Volumen para sólidos
- 1 pulgada cúbica (in³ o cu in) = 16,387064 cm³ (ml)
- 1 pie cúbico (ft³ o cu ft) = 1728 in³ = 28,316846592 dm³ (l)
- 1 yarda cúbica (yd³ o cu yd) = 27 ft³ flujo= 764,554857984 dm³ (l)
- 1 acre-pie = 1613,3 yd³ = 1,23348183754752 dam³ (Ml)
- 1 milla cúbica (mi³ o cu mi) = 3 379 200 acres-pie = 4,1681818254406 km³ (Tl)

Volumen para áridos
- 1 cuarto (qt) = 1,136522570496 dm³ (l)
- 1 peck (pk) = 8 qt = 9,092180563968 dm³ (l)
- 1 bushel (bu) = 4 pk = 36,368722255872 dm³ (l)

Volumen para líquidos
- 1 minim = 59,19388388 μl μl (microlitros) (mm³)
- 1 escrúpulo líquido = 20 minims = 1,1838776776 cm³ (ml)
- 1 dracma líquido (fl dr) = 3 escrúpulos líquidos = 3,55163303281 cm³ (ml)
- 1 onza líquida (fl oz) = 8 fl dr = 29,5735295625 cm³ (ml)
- 1 gill = 5 fl oz = 142,065321312 cm³ (ml)
- 1 pinta (pt) = 4 gills = 568,261285248 cm³ (ml)
- 1 cuarto (qt) = 2 pt = 1,136522570496 dm³ (l)
- 1 galón (gal) = 4 qt = 4,546090281984 dm³ (l)
- 1 barril = 35 gal = 159,11315986944 dm³ (l)

## Unidades de masa
Basada en el sistema avoirdupois, la unidad principal es la onza:
- 1 grano (gr) = 64,79891 mg
- 1 dracma = 27,343749999961 gr = 1,771845195309973 g
- 1 onza (oz) = 16 dracmas = 28,34952312495957 g
- 1 libra (lb) = 16 oz = 453,5923699993531 g
- 1 stone (st) = 14 lb = 6,350293179990943 kg
- 1 arroba = 25 lb = (1,7857142857143 st) = 11,33980924998383 kg
- 1 quintal corto (US ctw) = 4 arrobas (100 lb) = 45,35923699993531 kg
- 1 quintal largo (UK ctw) = 8 st (112 lb) = 50,80234543992754 kg
- 1 cuarto corto (US qtr) = 5 US ctw (20 arrobas) = 226,7961849996766 kg
- 1 cuarto largo (UK qtr) = 5 UK ctw (40 st) = 254,0117271996377 kg
- 1 tonelada corta (US ton) = 4 US qtr (80 arrobas) = 907,1847399987064 kg
- 1 tonelada larga (UK ton) = 4 UK qtr (160 st) = 1016,046908798551 kg